# Harald Amundsen
Harald Amundsen (Bærum, 30 de noviembre de 1962) es un deportista noruego que compitió en piragüismo en la modalidad de aguas tranquilas. Ganó dos medallas en el Campeonato Mundial de Piragüismo en los años 1983 y 1987.
Participó en dos Juegos Olímpicos de Verano en los años 1984 y 1988, su mejor actuación fue un octavo puesto logrado en Seúl 1988 en la prueba de K2 1000 m.

## Palmarés internacional
| Campeonato Mundial | Campeonato Mundial  | Campeonato Mundial | Campeonato Mundial |
| Año                | Lugar               | Medalla            | Evento             |
| ------------------ | ------------------- | ------------------ | ------------------ |
| 1983               | Tampere (Finlandia) | Medalla de plata   | K4 10 000 m        |
| 1987               | Duisburgo (RFA)     | Medalla de oro     | K4 10 000 m        |